# 和達清夫
和達 清夫（わだち きよお、1902年（明治35年）9月8日 - 1995年（平成7年1月5日））は、日本の地球物理学者・歌人。専門は、気象学・地震学。理学博士（東京帝國大学・1932年）。初代気象庁長官。深発地震の存在を証明し、分布を指摘してプレートテクトニクスに先鞭をつけた。
愛知県名古屋市生まれ。息子に物理学者・和達三樹がいる。 西須諸次（さいす もろじ）の名でエッセーを執筆した。

## 経歴・人物
天王寺中学、東京開成中学、一高を経て、1925年3月に東京帝國大学理学部物理学科を卒業。中央気象台に入り、1932年、東京帝國大学から理学博士の学位を取得する。
第6代中央気象台台長（1947年）につくと組織改変により初代気象庁長官に就任（1956年-1963年）。退官後は防災科学技術センターの所長を経て第4代埼玉大学学長（1966年-1972年）に任ぜられる。
長官在任中は第5期日本学術会議議長（1960年）を兼任し、1974年に第17代日本学士院院長に選ばれた。
環境関連では和達は中央公害対策審議会会長（1968年-1988年）、日本環境協会会長（1982年-）をそれぞれ務めた。1995年1月5日、腹部大動脈瘤破裂にて死去。92歳没。

### 功績
1940年代後半から日本気象学会に於いて理事長を始めとして指導的地位にあり後進の育成に努め、1969年には名誉会員となった。
地震のエネルギーを現すマグニチュードは、和達の研究がヒントになって作られたものである。また深発地震を発見したことでも知られ、和達-ベニオフ帯（和達-ベニオフ面とも）に和達の名が今も残っている。
沖縄戦で犠牲となった沖縄地方気象台職員の慰霊碑が、沖縄県糸満市に『琉風之碑』として建立されるにあたっては和達が自ら碑文を揮毫（きごう）し、慰霊碑の傍らに自作「夏草の原に散るべき花もなく」を刻んだ歌碑も設置された。

## 栄誉栄典
- 日本学士院恩賜賞 1967年
- 文化勲章 1985年

## 家族・親族
父の和達陽太郎は電気技術者で逓信省の技師や名古屋電灯役員を務めた人物。祖父の和達孚嘉は江戸幕府の旗本から宮城県職員などを経て第5代仙台市長を務めた。

## 著書

### 単著
- 『大地雲の話』（社会教育協会 1927年）
- 『地震學』（中央気象台附属測候技術官養成所 1929年[23]）
- 『岩波講座 物理及ビ科学 宇宙物理学・地震観測法』（岩波書店 1929年）
- 『地震』（鉄塔書院〈鉄塔科学選書〉1933年）。
  - 〈中公文庫〉に改版、1993年
- 『地球と人』（岩波書店〈岩波叢書〉 1941年）

一般向けには以下の随筆がある。
- 西須諸次[注 1]『あく迄希望あれ 西須諸次肺病文叢第一集』（自然療法社 1941年）
- 『沈まぬ都会』（朝日新聞社 1949年）[24]
- 『青い太陽』（東京美術〈ピルグリム・エッセイシリーズ〉1971年）
- 『地震の顔 随筆集』（自由現代社 1983年）
- 『病とたたかう 複十字の道を歩みて』（国書刊行会 1987年）

### 共著
- 『気象の事典』（東京堂出版 1954年）
- 『気象辞典』（天然社 1954年）
- 『気象学講座』（地人書館 1955年）
- 編著『津波・高潮・海洋災害』（防災科学技術シリーズ・共立出版、1970年）
- 倉嶋厚共著『雪・風・地震の話』（日本放送出版協会 NHKブックス 1974年）
- 編著『お天気博士 藤原咲平 藤原咲平の生涯』（日本放送出版協会 NHKブックス、1982年）

### 監修
- 『海洋大事典』東京堂出版、1987年
- 『最新 気象の事典』東京堂出版、1993年

### 監修書
- 『新訂 高校地学』（教育出版 1966年4月11日 文部省検定済 1969年4月10日改定検定済）
- 『ちきゅうとうちゅう』（よいこの学習百科 1979年）

## 論文・報文・寄稿
- 学位論文 和達清夫「Shallow and deep earthquakes. / 震源の深さによる地震の研究」東京帝国大学、1932年、NAID 500000037952。
- 1925, 震源の深さに就いて 驗震時報第1巻 pp.107-110 (PDF)
- 1926, 遠地地震波に就いて 驗震時報第2巻 pp.30-41 (PDF)
- 和達清夫「但馬地震に於けるモホロビチツク波に就いて」『気象集誌. 第2輯』第3巻第8号、日本気象学会、1925年、201-211頁、doi:10.2151/jmsj1923.3.8_201、ISSN 0026-1165、NAID 130007346263。
- 和達清夫「遠地地震の波の週期に就いて」『気象集誌. 第2輯』第4巻第4号、日本気象学会、1926年、86-91頁、doi:10.2151/jmsj1923.4.4_86、ISSN 0026-1165、NAID 130007345503。
- 和達清夫「脈動に就いて」『東京帝國大學地震研究所彙報』第1号、東京帝国大学地震研究所、1926年10月、55-58頁、doi:10.15083/0000035089、ISSN 00408972、NAID 120000866568。
- 和達清夫「深層地震の存在と其の研究」『気象集誌. 第2輯』第5巻第6号、日本気象学会、1927年、119-145頁、doi:10.2151/jmsj1923.5.6_119、ISSN 0026-1165、NAID 130007347543。
- 和達清夫「深海地震の特異性及び三種類の地震に就いて」『気象集誌. 第2輯』第6巻第1号、日本気象学会、1928年、1-43頁、doi:10.2151/jmsj1923.6.1_1、ISSN 0026-1165、NAID 130007347522。
- 和達清夫「地震計の感度と倍率」『地震 第2輯』第4巻第5号、日本地震学会、1932年、265-270頁、doi:10.14834/zisin1929.4.265、ISSN 0037-1114、NAID 130004047627。
- 和達清夫, 鷺坂清信, 益田クニモ「種々の震源の深さに依る走時曲線」『気象集誌. 第2輯』第10巻第8号、日本気象学会、1932年、460-474頁、doi:10.2151/jmsj1923.10.8_460、ISSN 0026-1165、NAID 130007343033。
- 和達清夫「地震P波及びS波の速度の比と其の應用に就いて」『気象集誌. 第2輯』第10巻第9号、日本気象学会、1932年、540-551頁、doi:10.2151/jmsj1923.10.9_540、ISSN 0026-1165、NAID 130007343047。
- 和達清夫「發震時を用ゐて震源位置を求める作圖に就いて」『気象集誌. 第2輯』第10巻第7号、日本気象学会、1932年、397-401頁、doi:10.2151/jmsj1923.10.7_397、ISSN 0026-1165、NAID 130007343072。
- 和達清夫, 益田クニモ「關東大震以後の地震活動」『気象集誌. 第2輯』第10巻第12号、日本気象学会、1932年、670-675頁、doi:10.2151/jmsj1923.10.12_670、ISSN 0026-1165、NAID 130007343487。
- 和達清夫「昭和六年二月二十日日本海北部の深發地震に就いて:石川氏の調査に對する補追」『気象集誌. 第2輯』第11巻第11号、日本気象学会、1933年、505-512頁、doi:10.2151/jmsj1923.11.11_505、ISSN 0026-1165、NAID 130007343083。
- 和達清夫, 益田クニモ「地球上に於ける近年の大地震分布圖」『気象集誌. 第2輯』第11巻第9号、日本気象学会、1933年、389-394頁、doi:10.2151/jmsj1923.11.9_389、ISSN 0026-1165、NAID 130007344341。
- 和達清夫「深發地震に就いて」『応用物理』第3巻第9号、応用物理学会、1934年、323-331頁、doi:10.11470/oubutsu1932.3.323、ISSN 0369-8009、NAID 130003587547。
- 和達清夫「地球内核中の震波速度」『気象集誌. 第2輯』第12巻第9号、日本気象学会、1934年、496-497頁、doi:10.2151/jmsj1923.12.9_496、ISSN 0026-1165、NAID 130007343819。
- 和達清夫, 川瀬二郎「長週期地震計の製作(第1報)」『気象集誌. 第2輯』第14巻第8号、日本気象学会、1936年、381-404頁、doi:10.2151/jmsj1923.14.8_381、ISSN 0026-1165、NAID 130007345339。
- 和達清夫「地震發現機構及び震波傅播に關する諸問題」『気象集誌. 第2輯』第15巻第8号、日本気象学会、1937年、295-316頁、doi:10.2151/jmsj1923.15.8_295、ISSN 0026-1165、NAID 130007346675。
- 和達清夫「防災問題をめぐつて」『資源』第14号、資源協会、1953年11月、9-15頁、ISSN 03872300、NAID 40017850434。
- 和達清夫, 荒川秀俊「わが国の気象学・気象事業史」『地學雜誌』第63巻第3号、東京地学協会、1954年、117-121頁、doi:10.5026/jgeography.63.3_117、ISSN 0022-135X、NAID 130000792597。
- 和達清夫「防災科学技術について」『水利科学』第7巻第4号、水利科学研究所、1963年10月、ISSN 0039-4858、NAID 40001992625。
- 湯村哲男, 広野卓蔵, 和達清夫「日本付近における地震帯の構造について」『地震 第2輯』第23巻第2号、日本地震学会、1970年、99-121頁、doi:10.4294/zisin1948.23.2_99、ISSN 0037-1114、NAID 130006786078。
- 和達清夫, 高橋末雄「日本附近の地殻および上部マントルの構造について (その1)」『地震 第2輯』第27巻第1号、日本地震学会、1974年、42-56頁、doi:10.4294/zisin1948.27.1_42、ISSN 0037-1114、NAID 130006785519。
- 和達清夫, 安倍北夫, 檀原毅, 中野尊正, 松田磐余, 望月利男, 国井隆弘「座談会「東海地震」をめぐる学術研究上の諸問題」『総合都市研究』第5号、東京都立大学都市研究センター、1978年、91-102頁、ISSN 0386-3506、NAID 120005854291。
- 保柳睦美, 内藤誉三郎, 和達清夫, 伏見康治, 矢澤大二「東京地学協会100年の歩み」『地學雜誌』第89巻第1号、東京地学協会、1980年、71-77頁、doi:10.5026/jgeography.89.71、ISSN 0022-135X、NAID 130000801020。
- 和達清夫「第3部 研究の思い出 深発地震を中心として:特集: 日本の地震学百年の歩み」『地震 第2輯』第34巻special、日本地震学会、1981年、180-184頁、doi:10.4294/zisin1948.34.special_180、ISSN 0037-1114、NAID 130006784003。
- 和達清夫「特別寄稿 環境と防災」『新潟大学積雪地域災害研究センター研究年報』第3号、新潟大学積雪地域災害研究センター、1981年11月、149-157頁、ISSN 03877892、NAID 120006755257。
- 和達清夫「地学雑誌100巻1号刊行に寄せて」『地學雜誌』第100巻第1号、東京地学協会、1991年2月、1-2頁、doi:10.5026/jgeography.100.1、ISSN 0022135X、NAID 10004724602。

### 関連論文
- 関口理郎, 藤谷徳之助, 里村雄彦「和達清夫名誉会員を偲んで」『天気』第42巻第7号、1995年、485頁、NAID 110001813582。
- 池田芳三「先生と鳥島気象観測所と私(和達清夫名誉会員を偲んで)」『天気』第42巻第7号、1995年、487-488頁、NAID 110001813585。
- 川口貞男「先生と南極(和達清夫名誉会員を偲んで)」『天気』第42巻第7号、1995年、493-494頁、NAID 110001813592。
- 鈴木尉元「和達清夫の地震学と地盤沈下研究への貢献(地学者列伝)」『地球科学』第58巻第1号、地学団体研究会、2004年、61-64頁、doi:10.15080/agcjchikyukagaku.58.1_61、ISSN 0366-6611、NAID 110004860740。

### 注
1. 1 2  自身の専門である地震学（英: seismology）から筆名は西須諸次（さいす もろじ）を名乗った[要出典]。
2. ↑  1970年（昭和45年6月）「公害紛争処理法」（昭和45年法律第108号）の制定を受けて同11月に中央公害審査委員会が設けられた[7]。
3. ↑  教科書『新訂標準理科4上、4下』を柿内賢信、森脇大五郎と監修（教育出版・検定情報記載なし[13]）。副教材用にまとめた『海象とその観測』『海洋の開発と利用』は淵秀隆の指導のもと和達が監修し映光スライド発行〈海洋学習基礎資料〉1960年に収載。それぞれスライドに113頁前後の解説書が付属する[14][15]。和達がまとめた合冊『地震学論文集』は京都大学図書館が収蔵する[16]。